# 芦北町立大野中学校
芦北町立大野中学校（あしきたちょうりつおおのちゅうがっこう）は、熊本県葦北郡芦北町市野瀬にあった公立中学校。

## 沿革
- 1947年 - 大野村立大野中学校創立。
- 1955年 - 葦北町立大野中学校と改称。
- 1970年 - 芦北町立大野中学校と改称。
- 2014年 - 芦北町立佐敷中学校へ統合。